# Ruta CH-215
La Ruta CH-215 se encuentra junto al límite internacional entre Argentina y Chile, en el paso Cardenal Samoré, X Región, Chile.
La Ruta CH-215 es una carretera que abarca la región de Los Lagos, en el sur de Chile. También es conocida como "Ruta Osorno-Puyehue-Argentina". La CH-215 se inicia en Osorno y finaliza en el Paso Fronterizo Cardenal Samoré, a 1305 metros sobre el nivel del 
mar. 

La Ruta al este continúa en Argentina como Ruta Nacional 231 (RN 231) hacia Bariloche. Al oeste, luego de cruzar la avenida principal que atraviesa la ciudad de Osorno, la ruta sigue hasta la costa como Ruta Camino al Mar (Osorno - San Juan de la Costa) (ruta U-40).

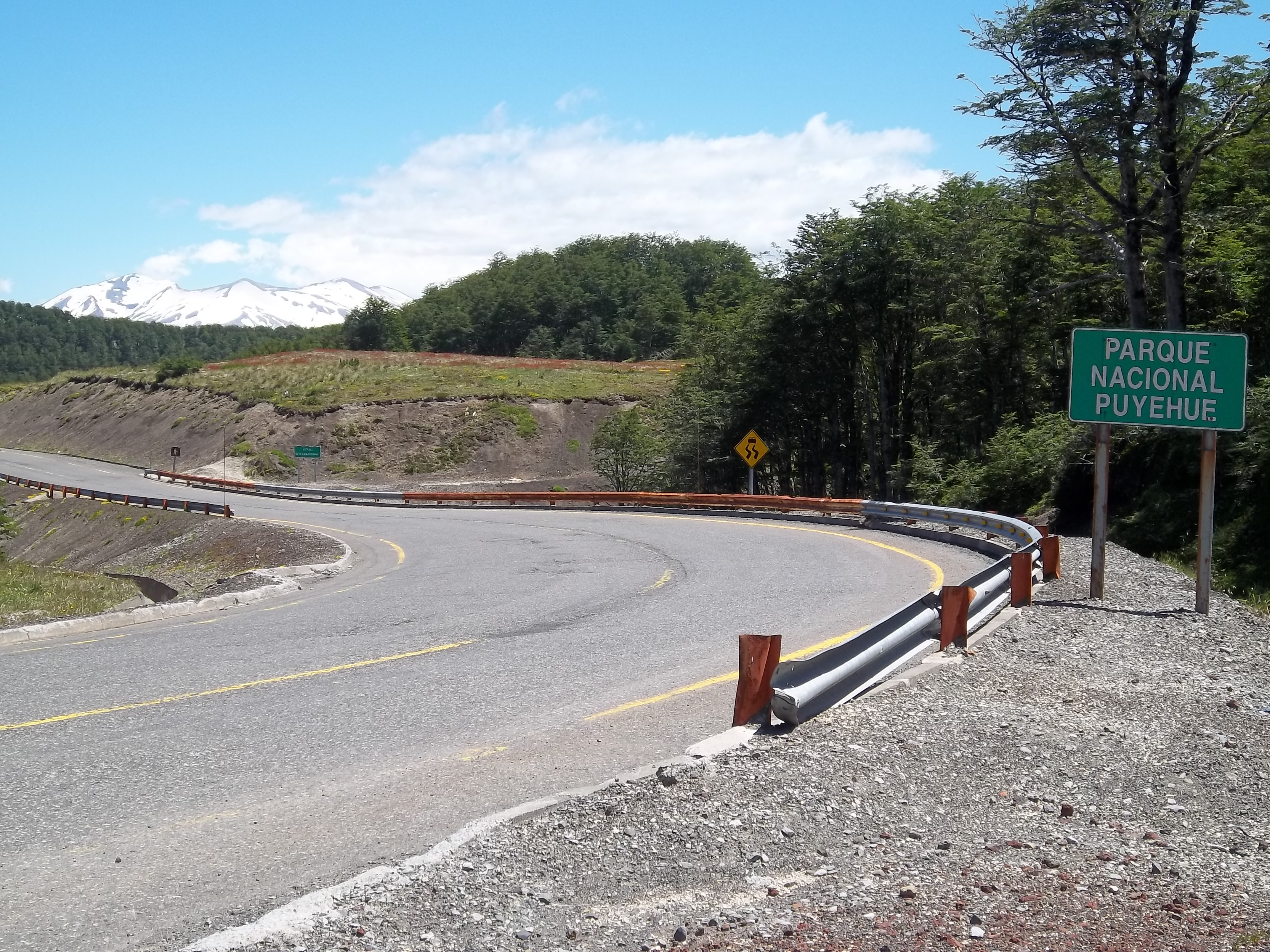
Ruta CH-215, junto al límite internacional entre Argentina y Chile, en el paso Cardenal Samoré, X Región, Chile.

Puentes:
Kilómetro 46: Puente Chin Chin
Kilómetro 62: Puente Ñilque
Kilómetro 67: Puente Pescadero
Kilómetro 72: Puente Chanleufú
Kilómetro 75: Puente Pichichanleufú
Kilómetro 77: Puente El Manzano
Kilómetro 83: Puente Gol Gol N°1
Kilómetro 90: Puente Gol Gol N°2
Kilómetro 91: Puente Anticura
Kilómetro 95: Puente Pajaritos
Kilómetro 111: Puente El Gringo

## Descripción
La ruta CH-215 es utilizada tanto como acceso oceánico, como para paseos turísticos dentro de la provincia, y gran parte de su trazado comprende el proyecto de ruta turística: Red Interlagos.

### Áreas Geográficas y Urbanas
- Kilómetro 0: La Ruta CH-5 (Autopista de los Lagos).
- Kilómetro 47: Cruza la ciudad de Puyehue, más conocida como Entre Lagos.
- Kilómetro 48: Enlace a Ruta T-941 hacia la Comuna de Río Bueno.
- Kilómetro 76: La Ruta CH-215 que dirige al sector sur del Parque nacional Puyehue, y a las Termas de Puyehue, Termas de Aguas Calientes y el centro de esquí de Antillanca.
- Kilómetro 117: Paso Fronterizo Cardenal Samoré.

### Aduanas
- Complejo Fronterizo Cardenal Antonio Samoré: Emplazado entre extensos campos y bosques.
- Documentos: Aduanas Chile, Servicio Agrícola Ganadero, Policía de Investigaciones y Carabineros en el paso de Pajaritos.
- Horario: De 8 a 21 horas en verano, que corresponde al periodo desde septiembre a abril y de 8 a 20 horas en invierno, que es el período restante. Se deben utilizar cadenas en nevadas y se producen cierres eventuales en invierno.

### Sectores de la Ruta
- Osorno Paso internacional Cardenal Samoré: Carretera Pavimentada.